# Jirisan
Jirisan (hangul: 지리산; rr: Jirisan) é um drama sul-coreano  estrelado por Jun Ji-hyun, Ju Ji-hoon, Sung Dong-il e Oh Jung-se. Foi exibido pela tvN desde 23 de outubro de 2021 e estará disponível no mundo todo pelo sistema de streaming IQIYI. O drama foi concluído em 12 de dezembro de 2021.

## Sinopse
Situado por trás da vista imponente das montanhas Jiri, o drama retrata a história de guardas florestais e outros funcionários do Parque Nacional de Jirisan que escalam as regiões misteriosas e inexploradas da montanha, tentando resgatar os sobreviventes e os trekkers perdidos. O drama gira em torno de um mistério que cerca os muitos visitantes da montanha; aqueles que vêm para matar e aqueles que vêm para acabar com suas vidas.

## Elenco

### Principais
- Jun Ji-hyun como Seo Yi-kang

O guarda-florestal do parque que sabe instintivamente navegar pelas trilhas das montanhas. Sua experiência a tornou experiente o suficiente para rastrear um caminhante perdido com base em apenas uma única folha ou folha de grama. Mais tarde, ele se torna parceiro e confidente de Hyun-jo.
- Ju Ji-hoon como Kang Hyun-jo

Um graduado da academia militar que uma vez ascendeu ao posto de capitão. Depois de encontrar um terrível incidente na montanha, ele decide se tornar um ranger. Ele guarda um segredo profundo que só confia a seu parceiro, Yi-kang.
- Sung Dong-il como Jo Dae-jin

O chefe da filial do parque e passou a maior parte de sua vida trabalhando como guarda-florestal. Sendo extremamente honesto, ele tem um forte senso de dever para com seu trabalho e vê a vida de seus subordinados como sua responsabilidade.
- Oh Jung-se como Jung Goo-young

Um ranger extremamente realista que vive de acordo com o lema: "Preciso cuidar de mim antes de poder cuidar dos outros". Como tal, ele tira todos os dias de férias, faz seu trabalho na hora certa e desaparece logo depois de ser dispensado.

### Recorrentes
- Jo Han-chul como Park Il-hae, o líder da equipe de guarda-parques

- Jeon Seok-ho como Kim Woong-soon, um policial

- Lee Ga-sub como Kim Sol, uma voluntária do parque

- Go Min-si como Lee Da-won, um ranger novato

- Joo Min-kyung como Lee Yang-sun

- Kim Young-ok como Lee Moon-ok, avó de Yi-kang e dona de um restaurante na vila

- Yoon Ji-on como Se Wook

## Produção
Em 3 de março de 2020, foi noticiado que Jun Ji-hyun estava em negociações para estrelar a nova série de televisão de Kim Eun-hee. Em 4 de setembro, Ju Ji-hoon foi confirmado para estrelar ao lado de Jun. Sung Dong-il e Oh Jung-se oficialmente se juntaram ao elenco principal em 10 de setembro.

## Filmagem
As filmagens começaram em 18 de setembro de 2020 em Sannae-myun em Namwon, Jeonbuk. A primeira filmagem ao ar livre foi realizada em 29 de outubro. As filmagens estão programadas para serem concluídas em junho de 2021, sendo a primeira série de televisão a ser filmada no Parque Nacional de Jirisan.